# Isopeda sungaya
Isopeda sungaya är en spindelart som beskrevs av Alberto Barrion och James A. Litsinger 1995. Isopeda sungaya ingår i släktet Isopeda och familjen jättekrabbspindlar.
Artens utbredningsområde är Filippinerna. Inga underarter finns listade i Catalogue of Life.